# Zoisův kroužek

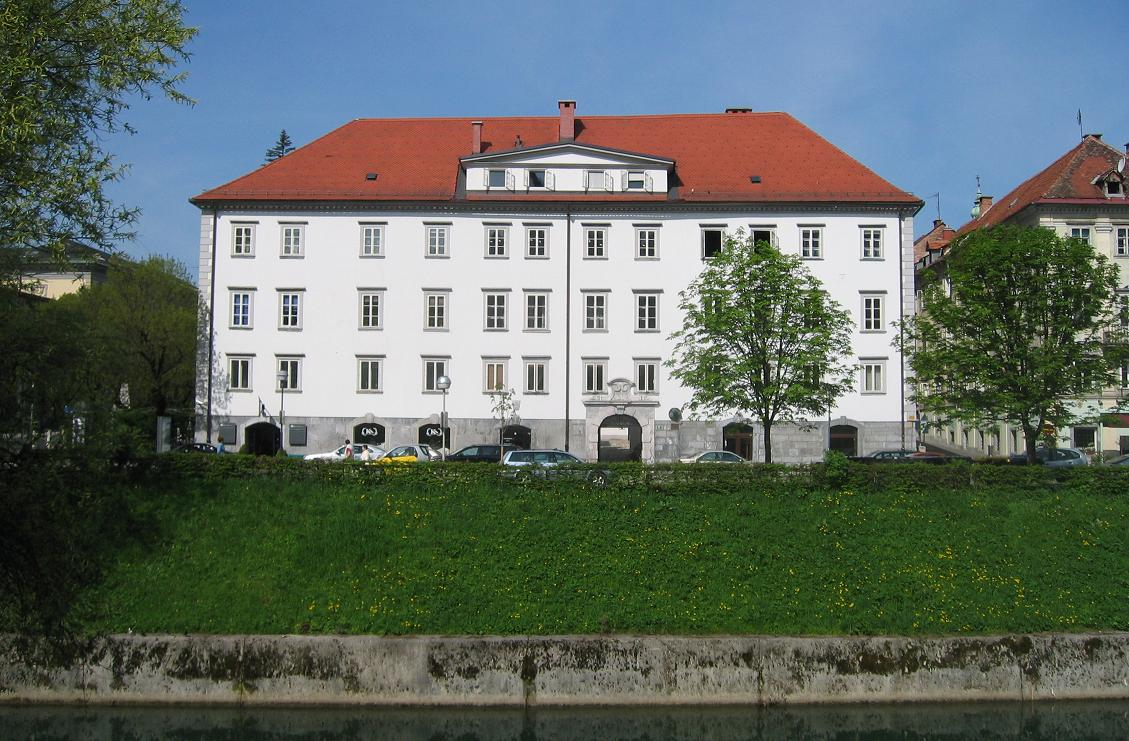
Zoisův palác v Lublani

Zoisův kroužek byla skupina osvícených učenců kolem mecenáše a obchodníka Žigy Zoise. Kroužek se vytvořil po roce 1780 a sdružoval nejvýznamnější slovinské postavy té doby – Jurije Japelje a Blaže Kumerdeje, které Zois podporoval ve sběru materiálů pro slovník a přípravu vědecké gramatiky, Antona Tomaže Linharta, jenž díky Zoisovu podnětu začal psát slovinsky a jemuž Zois také pomohl při tvorbě kritických dějin Slovinců. Ke skupině patřil také Valentin Vodnik, autor první gramatiky ve slovinštině a vydavatel prvních novin ve slovinském jazyku, a Jernej Kopitar, autor rozsáhlé Gramatiky slovanského jazyka v Kraňsku, Korutanech a Štýrsku, jenž byl Zoisovým tajemníkem a knihovníkem.